# Blaufarbenwerk Hasserode

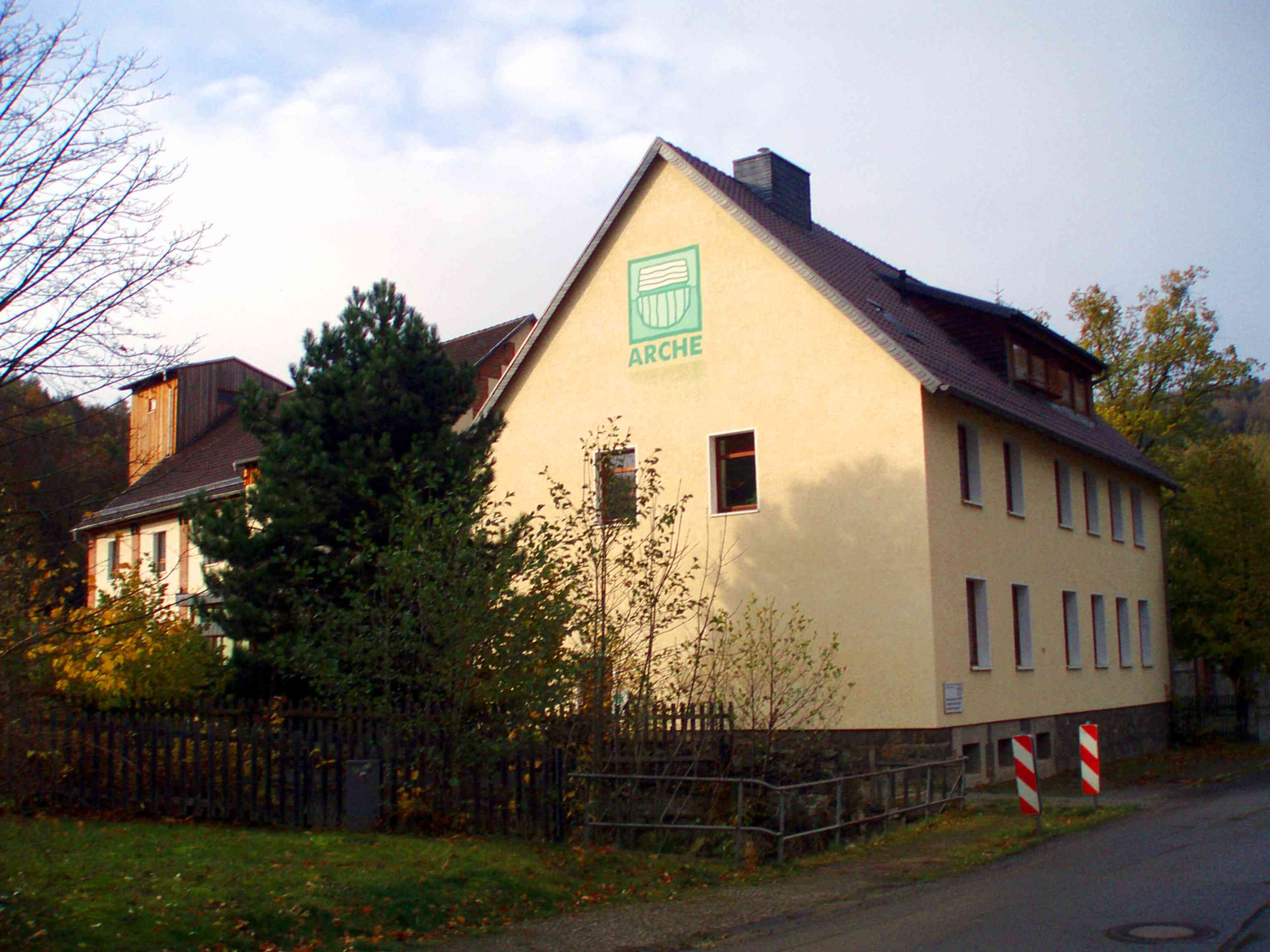
Herrenhaus des früheren Blaufarbenwerks

Das Blaufarbenwerk Hasserode war ein Werk zur Herstellung von blauer Glasfarbe im Ortsteil Hasserode der Stadt Wernigerode im Harz.

## Geschichte
1683 wird erstmals eine Farbenmühle in Hasserode erwähnt, sie war der Nachfolger der Schmelzhütte am Beerberg. 1698 werden eine alte und eine neue Farbenmühle genannt. Sie befanden sich auf der Bergfreiheit, einem gräflich-stolbergischen Territorium innerhalb des brandenburg-preußischen Amtes Hasserode.
Nachdem bereits 1733 ein Kostenanschlag von 1919 Talern für den Bau eines neuen Blaufarbenwerkes aufgestellt worden ist, erfolgte die Realisierung dieses Baues vermutlich 1737 durch Christoph Adolf Dingelstedt aus Wernigerode. Dingelstedt fiel der Absatz der Farbenprodukte jedoch schwer, was aus einem Bericht von 1739 hervorgeht. Er musste sich daher nach Mitinteressenten umsehen.
Diese verkauften das Werk an den Hamburger Kaufmann Lotz (auch Loos geschrieben). Unmittelbar noch 1777 oder kurz darauf verkaufte Lotz das Werk an den Kirchenrat Cipten in Berlin, der es jedoch bereits 1778 an die Oberkammerrätin Waitz Freiin von Eschen in Berlin veräußerte.
1798 wurden hier 1169 Zentner Smalte und Eschel produziert.
Am 9. November 1834 berichtete der Faktor Jordan, „daß der auf hiesigen Freyherrl. Waitz von Eschenschen Blaufarbenwercke angestellt gewesene Controleur Friedr. Engel am 24ten September a. c. gestorben ist. Derselbe hatte seit mehreren Jahren in seiner Dienstwohnung eine kleine Kaffee- und Schänkwirthschaft betrieben, über welche der Gewerbeschein mit Ende dieses Jahres erlischt. Da mir nun jetzt von dem Herrn Baron von Waitz die Dienstwohnung des Verstorbenen statt meiner bisherigen Dienstwohnung zuerkannt worden ist und ich selbige dennoch auch noch in dieser Woche beziehen werde, so wünsche ich auch diese kleine Wirthschaft ohne weitere Ausdehnung in derselben Art wie der Verstorbene dieselbe betrieben hat, fortsetzen zu dürfen“. Graf Henrich zu Stolberg-Wernigerode genehmigte noch im gleichen Monat diesen Antrag.
Diese Schenkwirtschaft oder besser das Kaffeehaus von Friedrich Jordan befand sich im Haus Nr. 142 und wird in einem Einwohnerverzeichnis neben der bereits 1808 existierten Bergschenke im Haus Nr. 143, auf der Bergfreiheit, erwähnt.
1859 kam die Produktion im Blaufarbenwerk völlig zum Erliegen. Im Frühjahr 1864 kaufte der Sägemühlenbesitzer Heinrich Christian Jacob Niewerth die baulichen Anlagen und Grundstücke. Er baute sie noch im gleichen Jahr zu einer Holzschleiferei um, die sich jedoch nicht bewährte und in eine Sägemehlmühle umgewandelt und 1866 in eine Sägemühle umgebaut wurde. Die später sogenannte Obermühle wurde 1883 gemeinsam mit dem benachbarten Hotel Steinerne Renne und nochmals 1908 ein Raub der Flammen. Besitzer des Unternehmens war u. a. August Niewerth.
Der Gebäudekomplex wird heute als Gemeindezentrum Arche der Evangelisch-Freikirchlichen Gemeinde Wernigerode genutzt.
Zwei neu angelegte Straßen in der Nähe des früheren Blaufarbenwerkes wurden als Kobalthütte und Wasserkunst bezeichnet.